# Hanns Jana
Hanns Jana (Tauberbischofsheim, 18 luglio 1952) è un ex schermidore tedesco, vincitore di una medaglia d'argento nella scherma ai giochi olimpici.